# Hao (Tuamotu-Inseln)
Hao (auch Heao, alter Name: Bow Island oder Island of the Arch) ist ein Atoll im Zentrum des Tuamotu-Archipels im Pazifischen Ozean und gehört politisch zu Französisch-Polynesien. Hao ist zugleich Verwaltungssitz der gleichnamigen Gemeinde im Tuamotu-Archipel, zu der neben dem Atoll Hao weitere neun Inseln bzw. Atolle zählen.

## Geographie
Hao liegt etwa 920 km östlich von Tahiti. Das flache Korallenatoll (höchste Erhebung 3 Meter über Meeresspiegel) ist ca. 50 km lang und 14 km breit. Lediglich 47 km² der aus einer größeren Insel und mehreren kleinen Motus gebildeten Landfläche umschließen dabei eine 490 km² große Lagune.

## Geschichte
Das Atoll wurde am 10. Februar 1606 von dem portugiesischen Seefahrer Pedro Fernández de Quirós entdeckt. Er nannte es Conversion de San Pablo (deutsch: Bekehrung des heiligen Paulus). Für Frankreich in Besitz genommen wurde Hao am 23. März 1768 von Louis Antoine de Bougainville, der es damals nach der Form der Hauptinsel Île de la Harpe (deutsch: Insel der Harfe) nannte.
Zwischen 1963 und 1965 ließ Frankreich eine Infrastruktur aufbauen, vornehmlich um Hao als Versorgungsbasis für die Nuklearwaffentests auf dem Mururoa-Atoll zu nutzen. Errichtet wurden damals u. a. ein Flugplatz und ein Krankenhaus.
Zum 30. Juni 2000 gaben die französischen Streitkräfte den Standort Hao-Atoll auf. Flugpiste und sonstige militärische Einrichtungen dienen seitdem allein zivilen Zwecken.
Während der Betriebszeit des Space Shuttle war der Flughafen Hao ein „erweiterter Notlandeplatz“ (englisch: Augmented Emergency Landing Site) und hielt sich für außerplanmäßige Landungen bereit.